# 西哈尔尤
西哈尔尤，是爱沙尼亚哈尔尤县的一个乡村型市镇。行政中心为帕爾迪斯基。市镇面积为646平方公里，2021年时人口数量为12,761人。

## 行政管理
2017年10月爱沙尼亚行政改革后，凯伊拉、帕迪塞、瓦薩萊馬和帕爾迪斯基四个市镇合并为西哈尔尤市镇。
新的市镇包括一个市（帕爾迪斯基）、6个小镇和44个村庄。